# Ivica Iliev
Ivica Iliev (Belgrado, Serbia, 27 de octubre de 1979), futbolista serbio. Juega de delantero y su actual equipo es el Wisla Cracovia de Polonia.

## Selección nacional
Ha sido internacional con la Selección de fútbol de Serbia, ha jugado 2 partidos internacionales y ha anotado 1 gol.

## Clubes
| Club                 | País                            | Año       |
| -------------------- | ------------------------------- | --------- |
| Partizán de Belgrado | República Federal de Yugoslavia | 1997-2004 |
| FC Messina           | Italia                          | 2004-2006 |
| Genoa CFC            | Italia                          | 2006      |
| FC Messina           | Italia                          | 2006-2007 |
| PAOK Salónica FC     | Grecia                          | 2007-2008 |
| Energie Cottbus      | Alemania                        | 2008-2009 |
| Maccabi Tel Aviv FC  | Israel                          | 2009-2010 |
| Partizán de Belgrado | Serbia                          | 2010-2011 |
| Wisla Cracovia       | Polonia                         | 2012-     |